# Teledapalpus
Teledapalpus is een kevergeslacht uit de familie van de boktorren (Cerambycidae). De wetenschappelijke naam van het geslacht werd voor het eerst geldig gepubliceerd in 2000 door Miroshnikov.

## Soorten
Teledapalpus omvat de volgende soorten:
- Teledapalpus cremarius (Holzschuh, 1999)
- Teledapalpus hospes (Holzschuh, 1999)
- Teledapalpus murzini Miroshnikov, 2000
- Teledapalpus zamotajlovi Miroshnikov, 2000
- Teledapalpus zolotichini Miroshnikov, 2000